# Arroyo Don Esteban
Der Arroyo Don Esteban, auch Arroyo Don Esteban Grande, ist ein Fluss in Uruguay.
Er entspringt in der Cuchilla de Haedo auf dem Gebiet des Departamento Río Negro einige Kilometer östlich von Algorta an der Grenze zum Nachbardepartamento Paysandú. Nachdem er Villa General Borges und Villa María tangierend in Nord-Süd-Richtung verläuft, mündet er flussabwärts von Paso de Vera in den Río Negro.
Das Einzugsgebiet des Arroyo Don Esteban umfasst 755 km².